# Кальяо (станция метро)
«Кальяо» (исп. Callao) — станция Линии D метрополитена Буэнос-Айреса.
Станция находится на границе между районами Сан-Николас, Бальванера и Реколета, на пересечении улиц Авенида Кордоба и Авенида Кальяо. От последней станция и получила своё наименование, улица же была названа в 1822 году в честь перуанского города Кальяо. Станция Кальяо была открыта 29 марта 1937 года.
Станция не была украшены фресками, характерными для других станций Линии D, из-за того, что Кальяо строилась под открытым небом и имеет плоские потолки в отличие от станций, построенных в туннеле и имеющих сводчатые потолки. Стены станции были покрыты гранитом и травертином в эстетике рационализма, освобождая пространство для рекламы. Между 5 и 29 августа стены, отданные под это дело учреждением «Метрополитен Буэнос-Айреса», были украшены 83 фресками по инициативе молодых художников Луиса Перейры, Дуилио Пьерри, Мартина Рейны, Хозефа Гарофало и Армандо Реарте. Однако после неблагоприятных отзывов фрески были покрыты белой краской несколько месяцев спустя, в начале 1986 года.

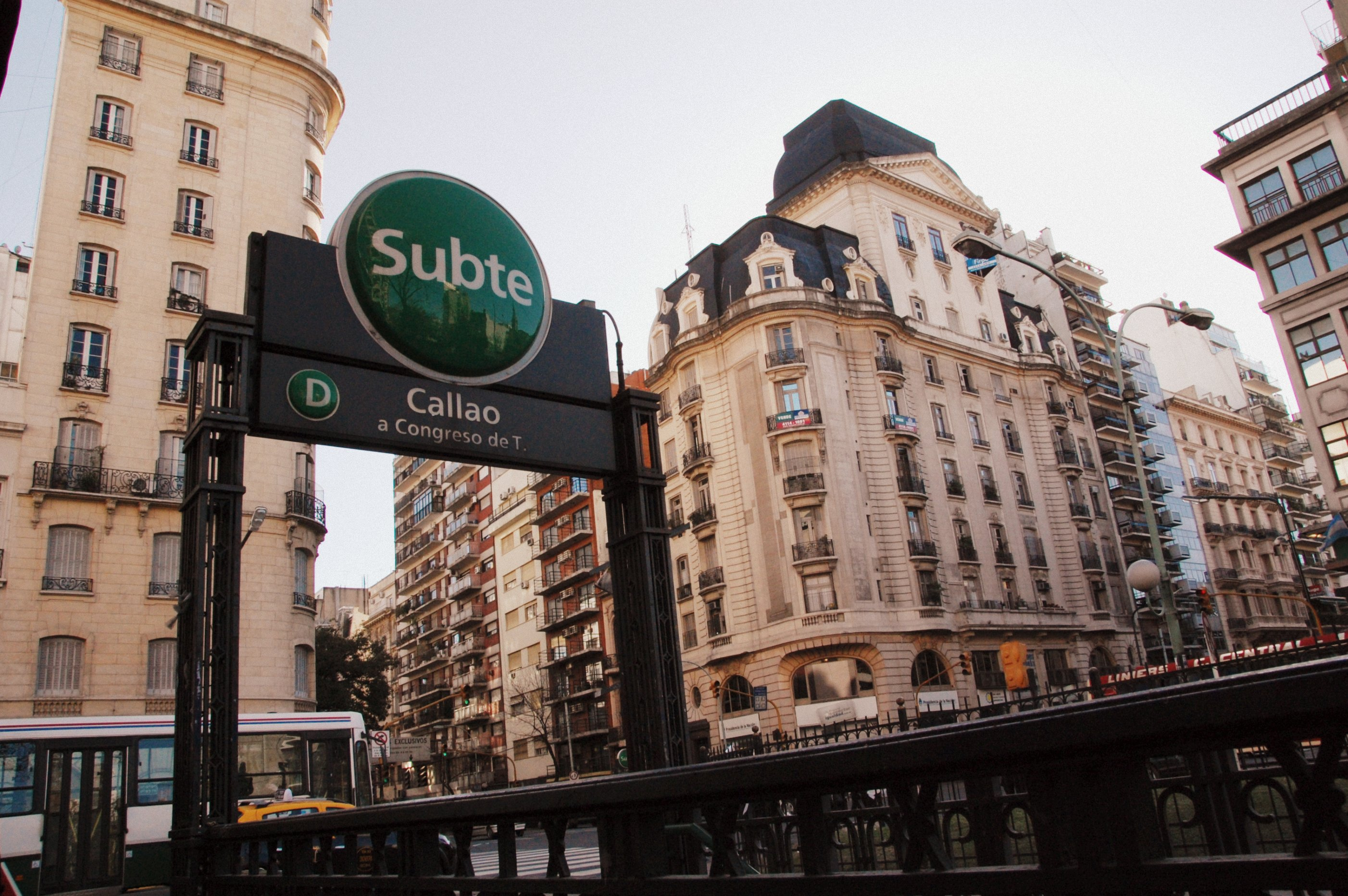